# 현대 신학 이야기
《현대 신학 이야기》는 개신교 신학자 박만 교수가 쓴 현대신학입문서이다. 칼 바르트, 해방신학등 20세기이후 신학들을 알기 쉽게 설명하고 있다. 또한 한국교회가 현대신학에 대해 갖고 있는 오해들을 신학자의 관점에서 바로 잡고 있다. 2004년 살림출판사에서 살림지식총서 67권으로 출판했다.

## 차례
- 03: 현대 신학 이야기를 시작하면서
- 04: 제1부 20세기 전반의 신학

08:칼 바르트-하나님 말씀의 신학자, 27:폴 틸리히-경계선상의 신학자, 41:디트리히 본회퍼-우리 시대의 예수 그리스도의 증인
- 57 제2부 20세기 후반기의 신학

58:20세기 전반 신학의 주요 특징, 65:해방신학-출애굽의 하나님. 해방의 하나님, 74:과정신학-변화의 하나님, 87:생태계 신학-생명의 하나님
- 92:에필로그